# Viadana
Viadana é uma comuna italiana da região da Lombardia, província de Mântua, com cerca de 16.904 habitantes. Estende-se por uma área de 102 km², tendo uma densidade populacional de 166 hab/km². Faz fronteira com Boretto (RE), Borgoforte, Brescello (RE), Casalmaggiore (CR), Commessaggio, Dosolo, Gazzuolo, Marcaria, Mezzani (PR), Motteggiana, Pomponesco, Sabbioneta, Suzzara.

## Demografia
| Variação demográfica do município entre 1861 e 2011                               |
|                                                                                   |
| Fonte: Istituto Nazionale di Statistica (ISTAT) - Elaboração gráfica da Wikipedia |